# Герман Брайт
Герман Брайт (нім. Hermann Breith; нар. 7 травня 1892, Пірмазенс, Пфальц — пом. 3 вересня 1964, Вахтберг, Північний Рейн-Вестфалія) — німецький воєначальник часів Третього Рейху, генерал танкових військ (1943) Вермахту. Кавалер Лицарського хреста з Дубовим листям та мечами (1944).

## Біографія
Військова кар'єра
- 13 серпня 1910 — фанен-юнкер-унтер-офіцер
- 20 грудня 1910 — фенріх
- 13 серпня 1911 — лейтенант
- 25 листопада 1916 — обер-лейтенант
- 1 березня 1924 — гауптман
- 1 грудня 1933 — майор
- 1 квітня 1936 — оберст-лейтенант
- 1 січня 1939 — оберст
- 1 серпня 1941 — генерал-майор
- 1 листопада 1942 — генерал-лейтенант
- 1 березня 1943 — генерал танкових військ